# Simcha Rotem
Simcha Rotem, né Simha (Szymon) Rathajzer le 10 février 1924 à Varsovie, aussi connu sous son nom de guerre de Kazik, et mort le 22 décembre 2018 à Jérusalem, est un citoyen israélien, polonais de naissance, ancien membre du réseau de résistance souterrain Juif de Varsovie.
Il a servi en tant que chef messager dans l'Organisation juive de combat (ŻOB, en français OJC), qui a planifié et mené le soulèvement du ghetto de Varsovie contre les Nazis. Il a également été membre du mouvement de jeunesse "Akiva".

## Biographie

### Seconde Guerre mondiale

#### Le ghetto de Varsovie
En 1942, Simcha Rotem rejoint la Żydowska Organizacja Bojowa, (français : Organisation Juive de Combat). Simcha Rotem joue un rôle déterminant en tant que messager pour les combattants du ghetto de Varsovie. Le surnom de « Kazik » — une abréviation du prénom polonais « Kazimierz » (Casimir) signifie en polonais « quelqu'un qui détruit le prestige de l'adversaire de au cours de la bataille ».

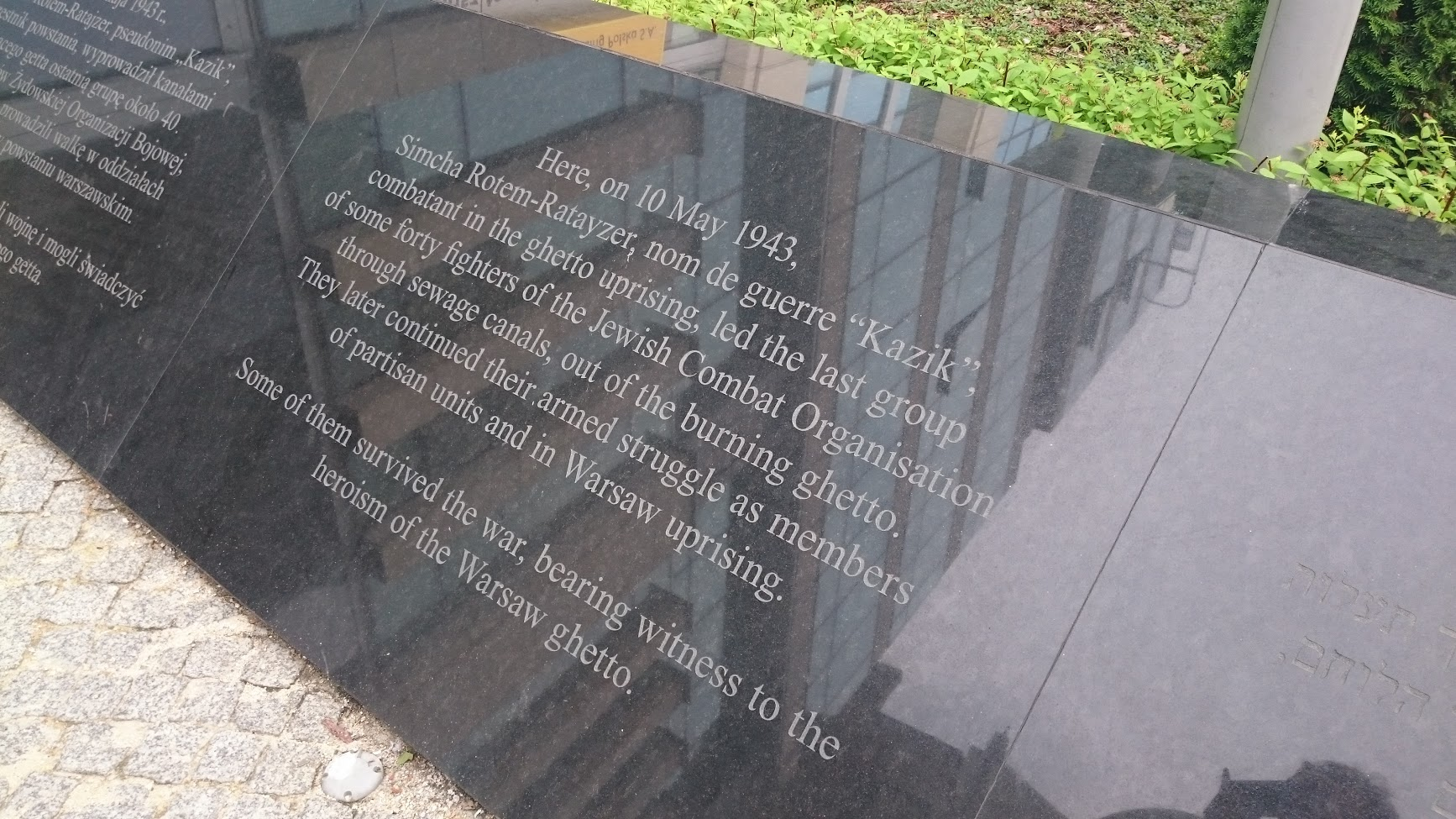
Un hommage à Simcha Rotem, Monument à l'Évacuation du ghetto de Varsovie Combattants de Varsovie.

#### Soulèvement du ghetto de Varsovie et conséquences
En tant que membre de l'OJC, Kazik prend part au soulèvement du ghetto de Varsovie. Il devient messager, relevant directement du commandant de l'OJC côté aryen, Yitzhak Zuckerman, le commandant en général de l'OJC étant alors Mordechai Anielewicz). Son physique, blond aux yeux bleus, opposé au cliché antisémite, et son polonais sans accent yiddish lui permettent de passer inaperçu parmi les Polonais. 
Quand la situation devient périlleuse, il réussit à faire sortir ses parents du ghetto et leur sauve ainsi la vie. 
Quand il devient évident que les Allemands vont parvenir à anéantir le ghetto, on le charge de rejoindre la partie non-juive de la ville en empruntant un passage secret afin d'organiser avec Zuckerman le sauvetage des derniers combattants. Ce passage est malheureusement découvert par les nazis tandis que les combats font rage dans le ghetto en flammes. Désespéré de ne pouvoir venir en aide à ses camarades, il fait cependant plusieurs tentatives pour entrer dans le ghetto par les égouts. Y étant finalement parvenu, il y trouve Zivia Lubetkin, l'un des derniers chefs survivants du soulèvement du ghetto et la conduit avec son bataillon de près de quatre-vingt combattants en zone aryenne, d'où elle peut rejoindre la forêt à l'extérieur de la ville. 
Pendant le reste de la guerre, il poursuit ses activités clandestines avec la résistance, en particulier en aidant à soigner les quelques milliers de Juifs qui se cachent dans Varsovie en ruines. En août 1944, il participe à l'Insurrection de Varsovie aux côtés des résistants polonais.

### Vie après la guerre
Immédiatement après la fin de la Seconde Guerre mondiale, Simcha Rotem prend part à l'organisation Beriha, qui a aidé les Juifs européens à immigrer en Palestine mandataire, malgré les restrictions imposées par les British Mandatory Policies (Livre blanc de 1939). Il tente également d'échafauder un plan d'empoisonnement massif de SS détenus par les Américains en Allemagne. Ce plan échoue. Bien que sa sœur ait été assassinée à 12 ans dans le soulèvement du ghetto, ses parents et son autre sœur ont survécu en se cachant dans les ruines. En 1947, lui et les membres survivants de sa famille immigrent en Palestine mandataire. À sa mort, il était l'un des deux derniers survivants du soulèvement du Ghetto de Varsovie,.
Dans le téléfilm américain 1943, l'ultime révolte sorti en 2001, il est interprété par l'acteur Stephen Moyer.
Simcha Rotem est un des personnages principaux du film Shoah de Claude Lanzmann,.

## Prix et décorations
- Grand-croix de l'ordre du Mérite (2003)[9].
- Grand-croix de l'ordre Polonia Restituta (2013).
- Médaille de l'armée polonaise, échelon or (2013).

## Ouvrage
- (en) Memoirs of a Warsaw Ghetto Fighter: The Past within Me, New Haven : Yale University Press (1994), traduction anglaise 2002  (ISBN 0300093764).